# Grand Prix automobile
Les Grands Prix automobiles trouvent leurs racines dans les courses automobiles organisées en France à partir de 1894. Ces courses ont rapidement évolué de simples épreuves de vitesse d'une ville à l'autre, à des défis d'endurance pour les voitures et les pilotes. Alors que les progrès et la concurrence permirent d'atteindre bientôt des vitesses supérieures à 160 km/h, les accidents fréquents, souvent mortels, obligèrent les organisateurs et les autorités à organiser ces événements très populaires sur des circuits fermés.
De nos jours, et depuis 1950, le terme « Grand Prix » est principalement associé aux Grand Prix de Formule 1 de par leur notoriété, mais d'autres catégories organisent des épreuves sous cette dénomination.

## Origines
Les courses automobiles ont été lancées en France à la suite de l'enthousiasme du public français pour l'automobile. La première compétition automobile fut organisée par Le Petit Journal, le 22 juillet 1894. Le concours Paris-Rouen faisait 126 km, le départ étant lancé de la Porte Maillot à Paris. Le comte Jules-Albert de Dion fut le premier concurrent à atteindre Rouen après 6 heures et 48 minutes à la vitesse moyenne de 19 km/h. Le premier prix de 5 000 francs est partagé entre Panhard & Levassor et Les fils de Peugeot frères.
D'autres courses sont organisées dans les années qui suivent. En 1896, lors du Paris-Marseille-Paris, Émile Levassor est victime d'un accident qui causera sa mort prématurée quelques mois plus tard. En 1900, James Gordon Bennett Junior, propriétaire du New York Herald, crée la Coupe Gordon Bennett. Chaque pays peut inscrire jusqu'à trois voitures, entièrement construites dans le pays qu'elles représentent. C'est à l'occasion de cet événement que les couleurs nationales en sport automobile sont établies.

## Premiers Grands Prix et Grandes épreuves
Le terme « Grand Prix » apparaît pour la première fois en course automobile lors du Grand Prix de Pau de 1901, le terme de « Grand Prix de Pau » ne représentait pas la course à part entière mais le prix remis au vainqueur de la catégorie principale ; en réalité, la course elle-même s'appelait « Grand Prix du Sud-Ouest ». Le terme « Grand Prix », utilisé dans le domaine des courses, n'était auparavant attribué qu'aux courses hippiques.
À la suite des nombreux accidents ayant eu lieu lors de la course Paris-Madrid de 1903, lesquels ont entraînés la mort de plusieurs personnes dont Marcel Renault, il est décidé d'organiser les courses sur des parcours fermés. La plupart des courses se dérouleront dorénavant sur des voies publiques fermées dont le tracé forme une boucle : c'est le cas au Mans en 1906, ainsi que pour la Targa Florio où les trois tours de 150 km sont tracés sur les routes siciliennes, et pour les 75 miles du Kaiserpreis de 1907, lequel se court sur un parcours dans les montagnes Taunus. Les seules exceptions sont l'utilisation de l'ovale de Brooklands en Angleterre en 1907, l'Indianapolis Motor Speedway, construit en 1909 et utilisé lors de la première course des 500 miles d'Indianapolis en 1911, puis l'Autodromo Nazionale di Monza, en Italie, ouvert en 1922, et l'autodrome de Linas-Montlhéry, ouvert en 1924.
Le Grand Prix de l'A.C.F. (Automobile Club de France) est organisé à partir de 1906. Le tracé utilisé, situé au Mans, est d'une longueur de 103,16 kilomètres de forme triangulaire avec de longues lignes droites, le secteur routier utilisé pour la course est fermé à la circulation. Lors de ce premier Grand Prix en 1906, 32 pilotes prennent le départ, représentant douze constructeurs différents. Le hongrois Ferenc Szisz remporte cette course au volant d'une Renault. Cette course a été considérée comme la première « Grande épreuve », terme utilisé à partir de ce moment-là pour désigner les plus importants événements de l'année.
En novembre 1908, les États-Unis deviennent le premier pays en dehors de la France à accueillir une course automobile en utilisant la nomination de « Grand Prix » (le Grand Prize of the Automobile Club of America). La première « Grande épreuve » en dehors de la France fut en 1921 le Grand Prix d'Italie à Brescia. Puis la Belgique (en 1925), la Grande-Bretagne (1926) et l'Espagne (en 1926) eurent leur Grand Prix comptant en tant que « Grande épreuve ». Officiellement, ce n'était pas encore un championnat, mais ces courses se déroulaient avec des règles de plus en plus similaires.
Dès 1904, de nombreux clubs automobiles nationaux se regroupent pour former la Association Internationale des Automobile Clubs Reconnus (AIACR). Aux États-Unis en revanche, une autre fédération indépendante, l'Association américaine des automobilistes, organise la quasi-totalité des courses et des Grands Prix en Amérique du Nord en les regroupant au sein du National Championship. La division entre courses américaines et européennes se retrouve encore aujourd'hui avec l'organisation simultanée d'un championnat IndyCar et d'un championnat de Formule 1. En 1922, la Commission Sportive Internationale (CSI) est autorisée au nom de l'AIACR à réglementer les Grands Prix et les autres formes de courses internationales.

## Les années précédant la Seconde Guerre mondiale
Au cours des années 1920, les voitures de course vont commencer à se distinguer selon le format de la compétition. Lors des courses d'endurance, qui se déroulaient souvent sur routes ouvertes et poussiéreuses, le besoin de garde-boue et d'un mécanicien ou d'un navigateur était toujours présent. Les voitures des Grands Prix, se déroulant selon un format plus court et sur circuits fermés, se sont donc développés selon une règlementation dénommée Formule Grand Prix en 1921, différente des catégories utilisées dans le cadre des courses de voitures de sport. Destinées à privilégier la vitesse, les automobiles utilisées étaient à roues apparentes, permettant un gain de poids, et en 1931, Afla Romeo developpa la Tipo A, la première monoplace de la marque milanaise.
En 1933 lors du Grand Prix de Monaco, pour la première fois, la grille de départ est déterminée par des essais chronométrés et non par tirage au sort. Tous les véhicules en compétition sont à cette époque peints dans les couleurs internationales de course automobile :
- vert pour la Grande-Bretagne ;
- bleu pour la France ;
- rouge pour l'Italie ;
- jaune pour la Belgique ;
- blanc pour l'Allemagne.

À partir de 1934, les Allemands cessent de peindre leurs voitures dans un effort visant à réduire le poids. Le métal non peint et poli des véhicules allemands fera naître le surnom par les médias de « Flèches d'Argent ».
Les voitures françaises, grâce à Bugatti, Delage et Delahaye continuent de dominer jusqu'à la fin des années 1920, lorsque les Italiens avec Alfa Romeo et Maserati commencent à les battre régulièrement. À cette époque, les Allemands commencent à développer les voitures adoptant un profil aérodynamique, comme la Tropfenwagen (« voiture en forme de goutte ») lors du Grand Prix d'Europe 1923, à Monza. développée par Carl Benz. Dès octobre 1923, l'idée d'un championnat automobile est lancé lors de la conférence annuelle de l'AIACR. Le premier championnat du monde a eu lieu en 1925, formé des 500 miles d'Indianapolis, du Grand Prix d'Europe, et les Grands Prix français et italien. Un championnat d'Europe, composé des principaux Grands Prix dans un certain nombre de pays (nommé « Grandes épreuves ») a été institué de 1935 jusqu'au déclenchement de la Seconde Guerre mondiale en 1939.
Dans les années 1930, les subventions publiques données pour promouvoir la gloire du Reich allemand permettent à Mercedes et Auto Union de dominer la période 1935-1939 en remportant presque tous les Grands Prix.
Durant l'entre-deux-guerre, les Grands Prix se développèrent à travers le monde. A la fin des années 1920, les différentes autorités coloniales françaises et italiennes cherchent à développer le sport automobile en Afrique du Nord (Casablanca, Le Bardo, Staouali/Arcole et Tripoli). Au début des années 1930, des épreuves originales d'hiver, sur des circuits enneigés, se sont déroulées en Suède, Estonie, Finlande et Norvège. Hors Europe, l'Argentine, le Brésil et l'Afrique du Sud lancent leur premières compétitions peu avant la Guerre.

## Les années d'après-guerre et la Formule 1
En 1946, après la Seconde Guerre mondiale, seulement quatre courses de Grand Prix ont lieu. Les règles des Grands Prix sont les mêmes que celles énoncées avant la Seconde Guerre mondiale. À la fin de la saison 1949 l'ancien AIACR réorganisée comme la Fédération Internationale de l'Automobile (FIA) annonce que pour 1950, un championnat du monde des pilotes se tiendra, les autres courses se tiendront selon les règlementations techniques de la Formule 2. Un système de points est établi et la première course du championnat du monde a eu lieu le 13 mai à Silverstone au Royaume-Uni.

## Palmarès
| Année | Champion   |
| ----- | ---------- |
| 1925  | Alfa Romeo |
| 1926  | Bugatti    |
| 1927  | Delage     |

| Année | Champion                          | Automobile    |
| ----- | --------------------------------- | ------------- |
| 1931  | Ferdinando Minoia                 | Alfa Romeo    |
| 1932  | Tazio Nuvolari                    | Alfa Romeo    |
| 1935  | Rudolf Caracciola                 | Mercedes-Benz |
| 1936  | Bernd Rosemeyer                   | Auto Union    |
| 1937  | Rudolf Caracciola                 | Mercedes-Benz |
| 1938  | Rudolf Caracciola                 | Mercedes-Benz |
| 1939  | Hermann Paul Müller (non décerné) | Auto Union    |

## Formule 3
Certaines épreuves de Formule 3 prennent le nom de « Grand Prix », comme le Grand Prix de Macao ou le Grand Prix de Pau, ces épreuves sont des épreuves réunissant les meilleurs pilotes de la discipline.

## Amérique du Nord
Certaines épreuves du championnat IndyCar Series prennent également le nom de « Grand Prix », comme les Grand Prix de St. Petersburg ou Grand Prix de Long Beach mais ils portent également d'autres appellation commerciales comme le Grand Prix automobile de Toronto qui est connu en 2016 sous la dénomination « Honda Indy Toronto » en raison de la présence de sponsors. Il en va de même en American Le Mans Series, mais cette appellation est plus rare. Il existait également des Grand Prix automobile en Champ Car.

## Divers
- La tradition d'une bouteille de champagne pour asperger le vainqueur d'une épreuve remonte à la saison 1910, alors versé sur la tête de David Bruce-Brown par son coéquipier et aîné Victor Hémery.
- Autres termes de sport hippique s'appliquant aux sports mécaniques : la « pole position » et le « paddock ».